# Institut für Kriminologie der Universität des Saarlandes
Das Institut für Kriminologie der Universität des Saarlandes war das erste kriminologische Institut an einer deutschen Universität. Offiziell bestand es von 1953 bis 1956. Institutionell war das Institut der rechts- und wirtschaftswissenschaftlichen Fakultät der Universität des Saarlandes zugeordnet. Gründer des Instituts war der österreichische Kriminologe Ernst Seelig. In den Anfangsjahren des Instituts wurde dort sogar ein eigenständiger Diplomstudiengang Kriminologie angeboten.